# توجی-این
توجی-این (به ژاپنی: 等持院 Tōji-in)، یک معبد بودایی متعلق به فرقه رینزای تنریو-جی است که در کیتا، کیوتو، کیوتو، ژاپن و یکی از دو معبد تشییع جنازه (بودایجی) اختصاص داده شده به آشیکاگا تاکائوجی، اولین شوگون از خاندان آشیکاگا است.